# Cladodactyla monodi
Cladodactyla monodi is een zeekomkommer uit de familie Cucumariidae.
De wetenschappelijke naam van de soort werd in 1950 gepubliceerd door Gustave Cherbonnier.